# Ореховка (Ростовская область)
Ореховка — хутор в Миллеровском районе Ростовской области. Входит в состав Первомайского сельского поселения.

## География

### Улицы
- ул. Зелёная,
- ул. Октябрьская,
- ул. Первомайская,
- ул. Садовая,
- ул. Терновая.

## Население
| 2010 |
| ---- |
| 112  |